# Киянів Перевал
Кия́нів Перева́л — закритий пасажирський залізничний зупинний пункт Лиманської дирекції Донецької залізниці.
Розташований у Сватівському районі, Луганської області поблизу двох лісових масивів Ліс Саранчине та Ліс Розкидний на лінії Кіндрашівська-Нова — Граківка між станціями Білокуракине (22 км) та Солідарний (9 км).
Через військову агресію Росії на сході України транспортне сполучення припинялося, проте з 30 травня 2016 року рух поїздів відновлено. Лінією Валуйки — Кіндрашівська почав курсувати приміський поїзд Кіндрашівська-Нова — Лантратівка, який робить зупинки лише по станціях.